# Nepalese keuken

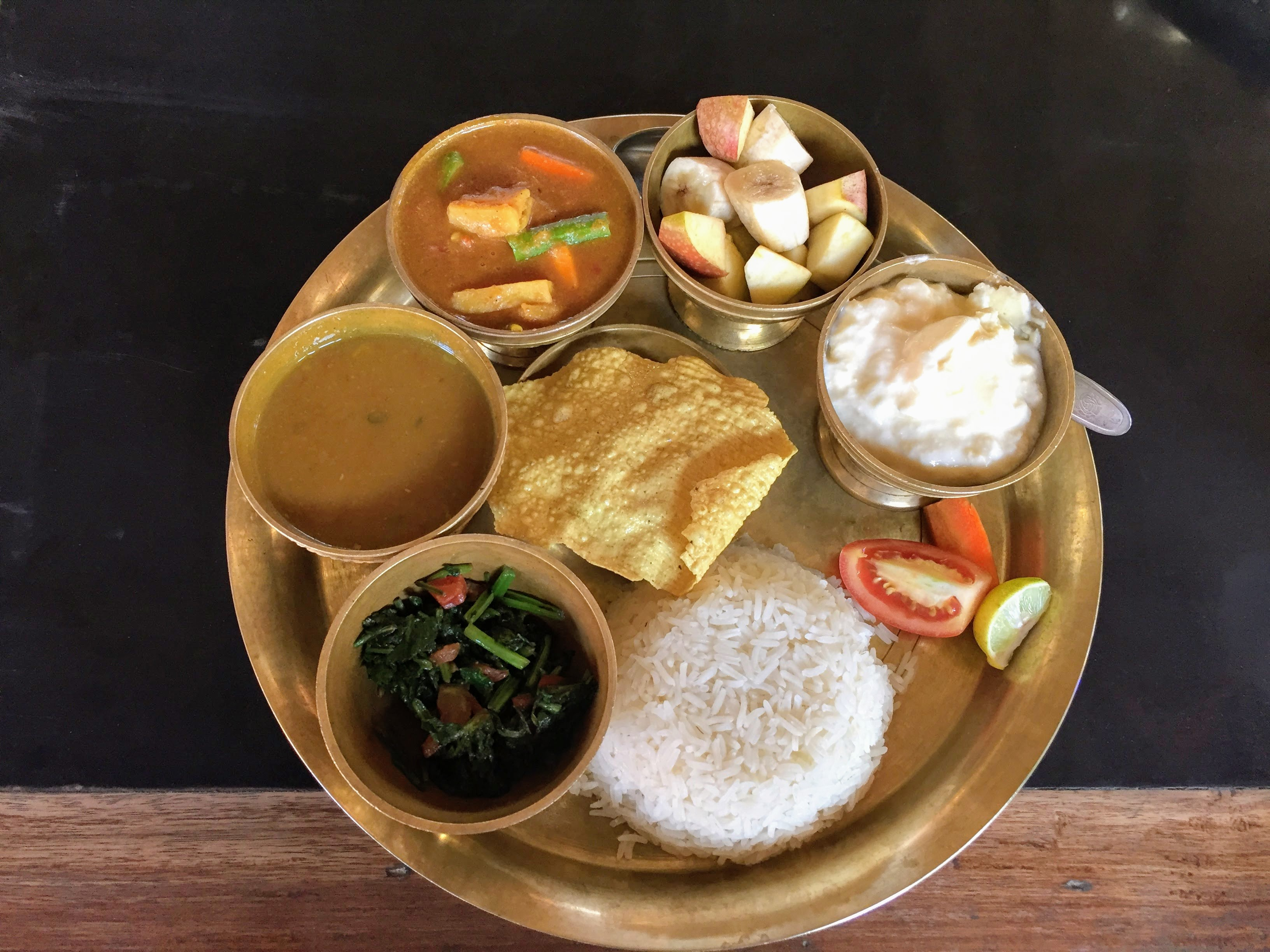
Dal-bhat-tarkari

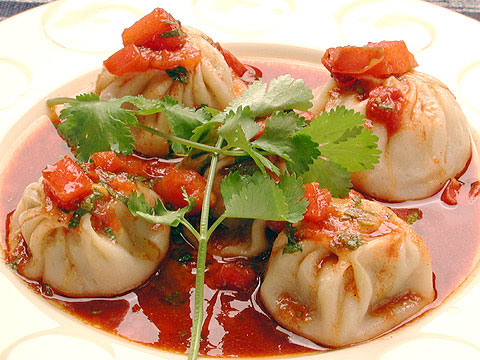
Momo

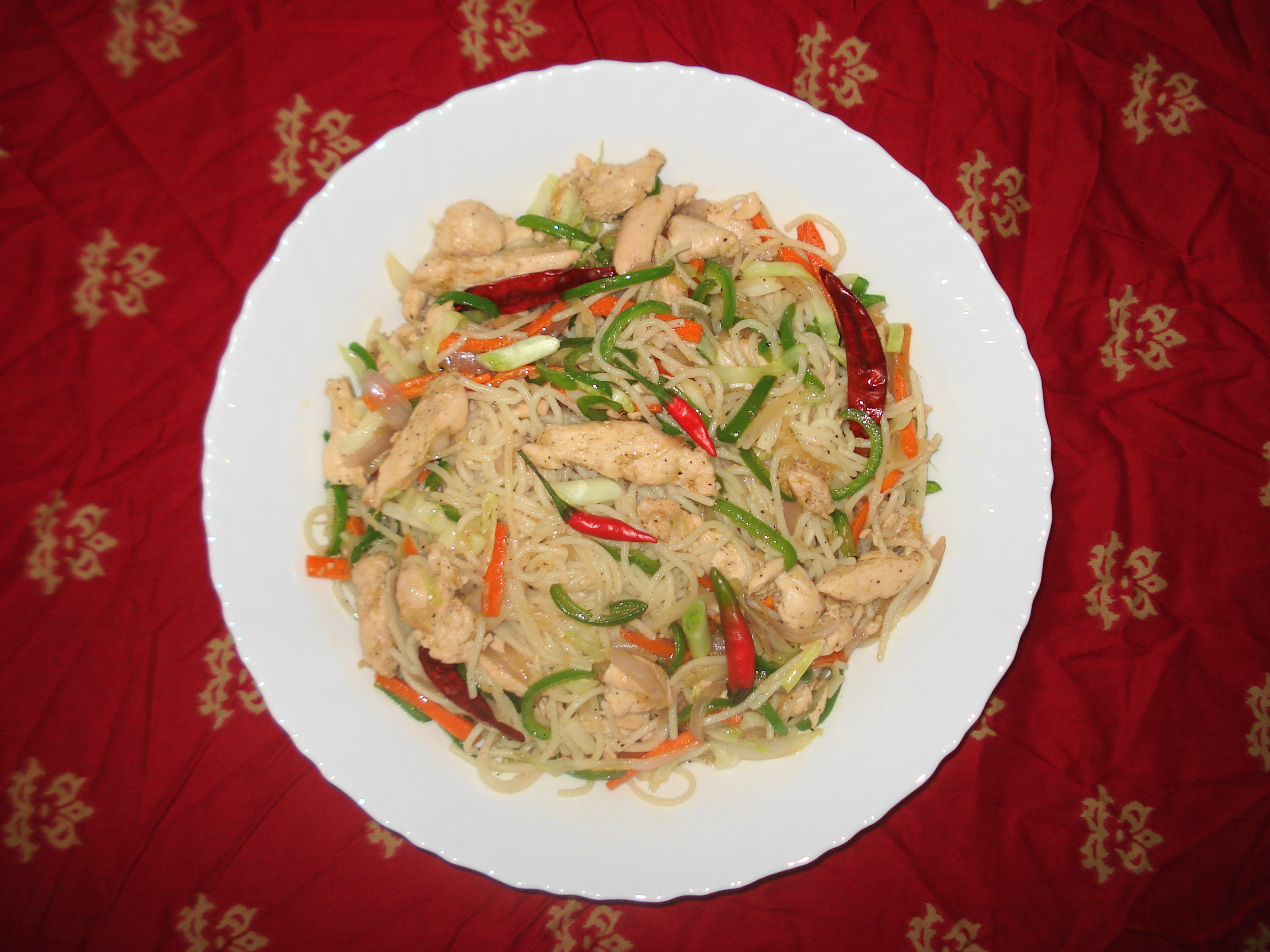
Pikante kip chow mein

De Nepalese keuken omvat een verscheidenheid aan keukens op basis van etniciteit, bodem en klimaat met betrekking tot de culturele diversiteit en geografie van Nepal. Veel voedselbereiding is er een variatie op Aziatische thema's.

## Veel gegeten
Dal-bhat-tarkari (Nepalees: दाल भात तरकारी) wordt in heel Nepal gegeten. Dal is een soep van rijst, linzen en kruiden, geserveerd met gekookt graan, bhat - meestal rijst maar soms een ander graan - en een groentecurry, tarkari. Als smaakmakers worden meestal kleine hoeveelheden pikante augurk (achaar, अचार) gebruikt, die vers of gefermenteerd kan zijn (voornamelijk van gedroogde mosterdgroenten die "gundruk ko achar" worden genoemd en radijs die "mula ko achar" wordt genoemd) en waarvan een aanzienlijk aantal variëteiten bestaat. Andere bijgerechten kunnen gesneden citroen (nibuwa) of limoen (kagati) zijn met verse groene chili (hariyo khursani) en een gefrituurde papad (dun, knapperig schijfvormig voedsel). Dhindo (ढिंडो) is een traditioneel gerecht van Nepal.
Momo is een Nepalese knoedel gevuld met gehakt in een meeldeeg, in verschillende vormen gegoten en dan gestoomd gekookt. Het is een van de meest populaire gerechten in Nepal en de regio's Sikkim, Darjeeling en Kalimpong in India waar etnische Nepalezen aanwezig zijn. Momo waren oorspronkelijk gevuld met waterbuffelvlees, maar worden nu vaak gevuld met geit of kip en ook vegetarische bereidingen. Speciale gerechten zoals sel roti, finni roti en patre worden gegeten tijdens festivals zoals Tihar. Sel roti is een traditioneel Nepalees zelfgemaakt ringvormig rijstbrood dat zoet van smaak is. Ander voedsel heeft een hybride Tibetaanse en Indiase invloed.
Chow mein wordt veel gegeten in Nepalese huishoudens. Het is gebaseerd op in Chinese stijl geroerbakte noedels. 

## Khas-keuken
Dal-bhat-tarkari is de standaardmaaltijd die traditioneel tweemaal daags door de Khas wordt gegeten. Omdat er echter weinig land beschikbaar is dat geschikt is voor geïrrigeerde rijstvelden, worden andere granen als aanvulling of zelfs als overheersende grondstof gebruikt. Tarwe wordt gebruikt voor ongezuurde platte broden (roti of chapati). Maïs (makai), boekweit (fapar), gerst (jau), of gierst (kodo) worden papachtig (dhido of ato). Tarkari kan bestaan uit spinazie en verse groenten (sag), gefermenteerde en gedroogde groenten (gundruk of sinki), witte radijs (mula), aardappelen (alu), sperziebonen (simi), tomaten (golbeda), bloemkool (kauli), kool (bandakopi), pompoen (farsi), enz. Het klimaat in het heuvelgebied blijft het hele jaar door gematigd. Dit soort klimaat is perfect voor de tuinbouw. Fruit dat van oudsher in de heuvels wordt geteeld is mandarijn (suntala), kaffir lime (kagati), citroen (nibuwa), Aziatische peer (nashpati), laurierbes (kaphal), Mango (aanp), appes (syauu), perzik (aaru), pruim (aalcha of aarubakhara) en abrikoos (kurpani). In sommige seizoenen wordt er een overmaat aan deze vruchten geproduceerd. Deze overtollige vruchten worden vaak geconserveerd of anderszins benut in de vorm van alcoholische drank, augurken, gedroogde vruchten en vruchtensap.
Dahi (yoghurt) en gekruid vlees (masu) of vis (machha) worden als bijgerechten geserveerd indien beschikbaar. Kip (kukhura) en vis zijn gewoonlijk aanvaardbaar voor iedereen, ook voor de kaste van de Khas Brahmin (Bahun). Oplettende Hindoes eten nooit rundvlees (gaiko masu). Zij mijden ook buffel- en yakvlees omdat dit te veel op koeien lijkt. Binnenlands varkensvlees (sungurko masu) werd traditioneel alleen gegeten door aadibasi, wild zwijn (bangur ko masu) daarentegen werd traditioneel gejaagd en gegeten door magars. Een van het everzwijn afgeleide soort wordt nu in gevangenschap gefokt en gebruikt voor vlees dat steeds populairder wordt bij de Pahari-volkeren en bij kasten die van oudsher geen varkensvlees aten. Khas Chhettris eten echter Bandel (everzwijn) omdat het als schoon wordt beschouwd vanwege zijn habitat in het bos, hoewel zij geen varkensvlees eten.

## Himalaya-keuken

### Tibetaans-beïnvloede keuken
De keuken van de Himalaya is cultureel beïnvloed door de Tibetaanse en nauw verwante etnische groepen in de Himalaya en Trans-Himalaya. De Himalaya-regio is niet vruchtbaar in vergelijking met andere regio's. Bovendien heerst er het hele jaar door een koud klimaat met zware sneeuwval. De voedingsgewassen die in dit gebied verbouwd worden zijn boekweit, gierst, naakte gerst, gewone bonen en hooglandrijst. Aardappelen zijn een ander belangrijk basisgewas en voedingsmiddel. Aanzienlijke hoeveelheden rijst worden uit het laagland geïmporteerd.
Vanwege de lage temperatuur geven de mensen vaak de voorkeur aan warm voedsel zoals soep, thukpa, thee en sterke alcoholen. Van granen worden alcoholische dranken gemaakt (zie hieronder). Boterthee wordt gemaakt door boter of ghyu (घ्यु)/ghee en zout te mengen in een sterk brouwsel van thee. Deze theebereiding wordt ook vaak vermengd met tsampameel om een soort fastfood te maken, dat vooral tijdens het reizen wordt gegeten.
Het vee dat in deze streek wordt gefokt zijn yaks, chauries (gekruiste yaks en koeien), Himalayageiten en schapen. De mensen fokken deze dieren voor vlees, melk, kaas en dahi (yogurt).
De meeste Himalayagebieden zijn moeilijk te bereiken. Er zijn geen goede transportmiddelen vanwege de grotere hoogten en het is een aanzienlijke uitdaging om goed wegtransport aan te leggen. Daarom worden alleen rijst en enkele specerijen zoals zout uit andere streken ingevoerd door middel van luchttransport of door dieren als transportmiddel te gebruiken.
De mensen in deze regio eten dhido (gierst of gerst gekookt deeg), aardappelcurry, momo (knoedels), vlees van yak, geit of schaap, melk, thukpa, Laping of sterke alcohol zoals tongba (gierstsap) voor hun gewone dieet. Deze regio importeert ook rijst uit andere regio's en consumeert van tijd tot tijd daal-bhat-tarkari.

### Thakali-keuken
De Thakali-keuken - een overgang tussen de Himalaya-keuken en de laaglandkeuken - wordt gegeten door de Thakali-bevolking die in de Thak-Khola-vallei woont, een oude en betrekkelijk gemakkelijke handelsroute door de hoge Himalaya. Deze keuken wordt ook geserveerd in herbergen (bhattis) die door Thakali's worden uitgebaat langs andere handelsroutes en in Pokhara en andere steden in de heuvels van Centraal-Nepal, die naar verluidt het beste voedsel en de beste accommodatie boden vóór de grote toename van faciliteiten voor buitenlandse trekkers.
Weinig Thakali bezitten hun eigen yaks, zodat de van yakmelk gemaakte boter gewoonlijk op de markt wordt gekocht, samen met andere basisproducten zoals rijst, thee, linzen, suiker en specerijen. Nadat de boter is geproduceerd, wordt met de karnemelk een harde kaas gemaakt, chhurpi genaamd.